# Virginia Kirchberger
Virgínia Kirchberger (Viena, 25 de maig de 1993) és una futbolista austríaca que juga com a defensa en l'Eintracht Frankfurt de la Bundesliga Femenina d'Alemanya.

## Biografia
El primer equip de Kirchberger va ser el Landhaus, on va estar entre 2007 i 2009, any en què va marxar a Alemanya per a jugar en el Bayern Múnic. En els seus dos anys a Múnic només va jugar en el filial, però en 2010 va debutar amb la selecció d'Àustria. Amb la selecció va participar en l'Eurocopa del 2017.
El 2011 el Bayern la va traspassar al Cloppenburg, un Segona amb el qual va ascendir a la Bundesliga. El 2014 va fitxar pel Duisburg.